# Alias Mike Moran
Alias Mike Moran è un film muto del 1919 diretto da James Cruze e interpretato da Wallace Reid. La sceneggiatura di Will M. Ritchey si basa su Open Sesame, racconto di Frederick Orin Bartlett pubblicato a puntate su The Saturday Evening Post dal 10 al 17 agosto 1918.

## Trama
Larry Young, giovane commesso di un grande magazzino, vorrebbe salire la scala sociale tramite un buon matrimonio. Per riuscirci, si veste in maniera elegante e corteggia Elaine, una ragazza che lui crede essere la figlia di un costruttore navale milionario. I due sono salvati da alcuni gangster da Mike Moran, un ex galeotto. Ferito, l'uomo viene portato in casa da Larry. Qui, Mike gli confessa che vorrebbe arruolarsi ma che l'esercito non lo prenderà mai a causa dei suoi trascorsi. I due uomini si mettono d'accordo: Larry andrà a lavorare sotto mentite spoglie al cantiere navale del supposto padre di Elaine, mentre Moran potrà arruolarsi usando il nome di Larry. Al fronte, Moran incontra una morte gloriosa. Elaine, credendo che il morto sia l'uomo di cui è innamorata, si arruola come crocerossina e Larry, per riabilitare il nome di Moran, si arruola nelle truppe canadesi con quel nome. Viene ferito e gli viene amputato un braccio. In ospedale, Elaine e Larry si rivedono. Finalmente hanno un chiarimento: Elaine gli confessa di essere solo un'amica della ricca ereditiera e lui le racconta del cambio di nome.

## Produzione
Il film fu prodotto da Jesse L. Lasky per la Jesse L. Lasky Feature Play Company.

## Distribuzione
Il copyright del film, richiesto dalla Famous Players-Lasky Corporation, fu registrato il 1º febbraio 1910 con il numero LP13378.
Distribuito dalla Paramount Pictures e dalla Famous Players-Lasky Corp., il film - presentato da Jesse L. Lasky - uscì nelle sale cinematografiche statunitensi il 2 marzo 1919. In Spagna, prese il titolo El desterrado.
Non si conoscono copie ancora esistenti della pellicola che viene considerata presumibilmente perduta.